# Derovatellus intermedius
Derovatellus intermedius är en skalbaggsart som beskrevs av Olof Biström 1986. Derovatellus intermedius ingår i släktet Derovatellus och familjen dykare. Inga underarter finns listade i Catalogue of Life.